# Hilde Laga
Hilde Maria Joseph barones Laga (Roeselare, 26 april 1956) is een Belgisch advocaat en bestuurder.

## Levensloop
Hilde Laga studeerde rechten en notariaat aan de Katholieke Universiteit Leuven, waar ze in 1991 doctoreerde. Van 1991 tot 2014 doceerde ze tevens vennootschapsrecht aan de KU Leuven.
Ze was medeoprichter van het advocatenkantoor Laga met kantoren in Brussel, Antwerpen en Kortrijk. Ze was tot 2014 als managing partner van het kantoor actief. Verder was ze ook lid van de raad van toezicht van marktenwaakhond FSMA.
Sinds haar vertrek bij het advocatenkantoor bekleedt Laga verschillende bestuursmandaten. Ze is bestuurder van technologiebedrijf Barco sinds 2015 en kunstencentrum BOZAR sinds 2021.  In 2024 volgde Laga Pinar Abay als voorzitter van ING België op. Ze is ook lid van de Commissie Corporate Governance.
Ze was ook bestuurder van netbeheerder Elia, groente- en fruitdistributeur Greenyard (2015-2022), technologiebedrijf Agfa-Gevaert (2015-2022), de Katholieke Universiteit Leuven (2015-2022) en het UZ Leuven. In 2016 werd ze in opvolging van Urbain Vandeurzen voorzitter van investeringsmaatschappij Gimv, waar ze sinds 2015 bestuurder was. In mei 2024 volgde Filip Dierckx haar als gevolg van de overname door WorxInvest van de participatie van de Vlaamse overheid op.
In 2015 werd Laga voorgedragen voor de persoonlijke titel van barones.